# Ceralocyna seticornis
Ceralocyna seticornis là một loài bọ cánh cứng trong họ Cerambycidae.